# Paterson (film)
Paterson är en amerikansk-fransk-tysk dramafilm från 2016, skriven och regisserad av Jim Jarmusch. Den utspelar sig i staden Paterson. Adam Driver spelar huvudrollen som en poesiskrivande bussförare vid namn Paterson och Golshifteh Farahani spelar Laura, hans fantasifulla hustru. Huvudpersonens dikter i filmen är allihop författade av poeten Ron Padgett, fyra stycken ur hans tidigare produktion och tre skrivna direkt för filmen, medan filmtiteln är en tydlig hänvisning till poeten William Carlos Williams och hans diktverk Paterson.
Filmen visades på Filmfestivalen i Cannes 2016 och tävlade för Guldpalmen. Paterson visades i SVT1 i augusti 2021.

## Rollista
| Adam Driver            | – Paterson         |
| Golshifteh Farahani    | – Laura            |
| William Jackson Harper | – Everett          |
| Chasten Harmon         | – Marie            |
| Barry Shabaka Henley   | – Doc              |
| Rizwan Manji           | – Donny            |
| Masatoshi Nagase       | – japansk poet     |
| Kara Hayward           | – kvinnlig student |
| Jared Gilman           | – manlig student   |
| Method Man             | – Method Man       |
| Sterling Jerins        | – ung poet         |

## Mottagande
Filmen möttes av positiva recensioner av kritiker. På Rotten Tomatoes har filmen ett medelbetyg på 96%, baserad på 161 recensioner, och ett genomsnittsbetyg på 8,6 av 10. På Metacritic har filmen genomsnittsbetyget 90 av 100, baserad på 39 recensioner.